# Каллій (син Гіппоніка Аммона)
Каллій Багатий (дав.-гр. Καλλίας) — афінський державний діяч і дипломат V століття до н. е.

## Походження
Належав до старшої гілки роду Керіків. Один з найбільш знаменитих членів сім'ї, умовно званої «Калліями», або «Калліями-Гіппоніками». У просопографічній та генеалогічній літературі для зручності зазвичай іменується Каллієм (II).
Син Гіппоніка Аммона, народився не пізніше 510 до н. е. , був двоюрідним братом Арістіда.
Був спадковим дадухом (факелоносцем) у церемоніях елевсінського культу (десь з 490 року до н.е. або дещо пізніше) і спартанським проксеном.
Був найвпливовішим афінським дипломатом свого часу, виконував відповідальні місії в Персії та Спарті, і, на думку В. О. Сурікова, цілком заслуговував окремої біографії від Плутарха.

## Багатство
Мав прізвисько Багатий і Лаккоплут («Той, що збагатився від ями»). Маючи особистий статок в 200 талантів, Каллій вважався найбагатшою людиною в Афінах і одним з найбагатших у Греції. Про походження цього багатства Плутарх розповідає анекдотичну історію, схожу з тією, що ходила про його батька Гіппоніка. Херонейський письменник повідомляє, що після закінчення Марафонської битви Арістід з загоном був залишений охороняти взятий видобуток, а Каллій потайки від нього зумів накласти руку на частину перських скарбів, що зберігалися у ямі (звідси Лаккоплут).
Сучасні історики вважають цю історію «наївно-наклепницькою» вигадкою, почерпнутою у комічних поетів або з якихось політичних памфлетів. Якби сучасникам стало відомо про подібні махінації, Каллія б чекало суворе покарання. Прізвисько λακκόπλουτοι натякає, швидше, на Лаврійські срібні рудники, експлуатація яких і була головним джерелом багатства роду Кериків.

## Олімпійські перемоги
До часу Марафонської битви Каллій вже був досить заможною людиною, і перевершив успіх свого діда, здобувши перемоги в гонках колісниць (тетриппі) на трьох Олімпійських іграх (як вважають, 500, 496 та 492 до н. е.)
Ймовірно, саме в якості олімпіоніка-триаста він удостоївся прижиттєвої бронзової статуї на афінському Акрополі, про яку пише Павсаній, і база якої збереглася.

## Шлюб
Близько 480/479 до н. е. Каллій одружився з Ельпінікою, дочкою Мільтіада Молодшого і сестрою Кімона. Цей шлюб був укладений в рамках політичного альянсу між Алкмеонидами, Філаідами та Кериками, спрямованого проти Фемістокла. Завдяки своєму зятю, Кімон зміг виплатити накладений у свій час на його батька величезний штраф в 50 талантів, що дозволило йому відновити добре ім'я своєї сім'ї та розпочати власну політичну кар'єру.
Згодом Каллій розлучився з дружиною, яка, за чутками, полягала в кровозмісного зв'язку зі своїм братом.

## Дипломатія
Великим політичним діячем Каллій, як здається, став досить пізно.
Геродот пише, що Каллій очолював афінське посольство до Суз на початку правління Артаксеркса I (приблизно до 464 до н. е.) Цілі та результати цієї місії невідомі.
У 449 до н. е. він очолив нове посольство до Персії, уклала з царем мирний договір, який завершив греко-перські війни 490—449 до н. е. Ймовірно, Каллій був прихильником Перікла і діяв у руслі його політики. За словами Плутарха, після повернення в Афіни йому надали особливі почесті, але Демосфен розповідає, що афіняни були незадоволені звітом про посольство, звинуватили керівника місії в підкупі персами і ледь не засудили до смерті, замінивши її, зрештою, гігантським штрафом в 50 талантів.
Як вважають дослідники, версія Демосфена виникла в результаті плутанини. За повідомленням Есхіна Сократика, Каллія дійсно притягали до суду, і обвинувачі вимагали смертної кари, але це було набагато раніше, ще за життя Арістіда, який на прохання обвинуваченого виступив в його захист.
У 446 до н. е. Каллій входив до складу посольства, спрямованого в Спарту і уклав Тридцятирічний мир, який завершив Малу Пелопоннеську війну. Існує припущення, що він очолював це посольство.
Сином Каллія і Ельпініки був афінський стратег Гіппонік.